# Lafare
Lafare [lafaʁ] ist eine südfranzösische Gemeinde mit 127 Einwohnern (Stand 1. Januar 2022) im Département Vaucluse und in der Region Provence-Alpes-Côte d’Azur.

## Geographie
Lafare liegt 4 km von Beaumes-de-Venise und 38 km von Avignon entfernt.
Geologisch gehört Lafare zu den Dentelles de Montmirail, einem markanten Gebirgszug, der den westlichsten Teil des Baronnies-Massivs und den ersten Ausläufer der Alpen im Rhônetal bildet.
Die angrenzenden Gemeinden sind Suzette im Norden, La Roque-Alric im Osten, Beaumes-de-Venise im Süden und Gigondas im Westen.
Die Gemeinde ist durch die Route départementale 90 und die Route départementale 90a erschlossen, die Lafare mit den umliegenden Gemeinden verbindet.

## Bevölkerungsentwicklung
| Jahr      | 1962 | 1968 | 1975 | 1982 | 1990 | 1999 | 2006 | 2007 | 2011 |
| --------- | ---- | ---- | ---- | ---- | ---- | ---- | ---- | ---- | ---- |
| Einwohner | 67   | 63   | 55   | 75   | 73   | 97   | 101  | 102  | 115  |

## Sehenswürdigkeiten
- Pfarrkirche Saint-Christophe-et-Saint-Sixte mit quadratischem Glockenturm
- romanische Kapelle Saint-Christophe am Fuße der Dentelles de Montmirail
- Kriegerdenkmal
- Brunnen mit monolithischem Becken

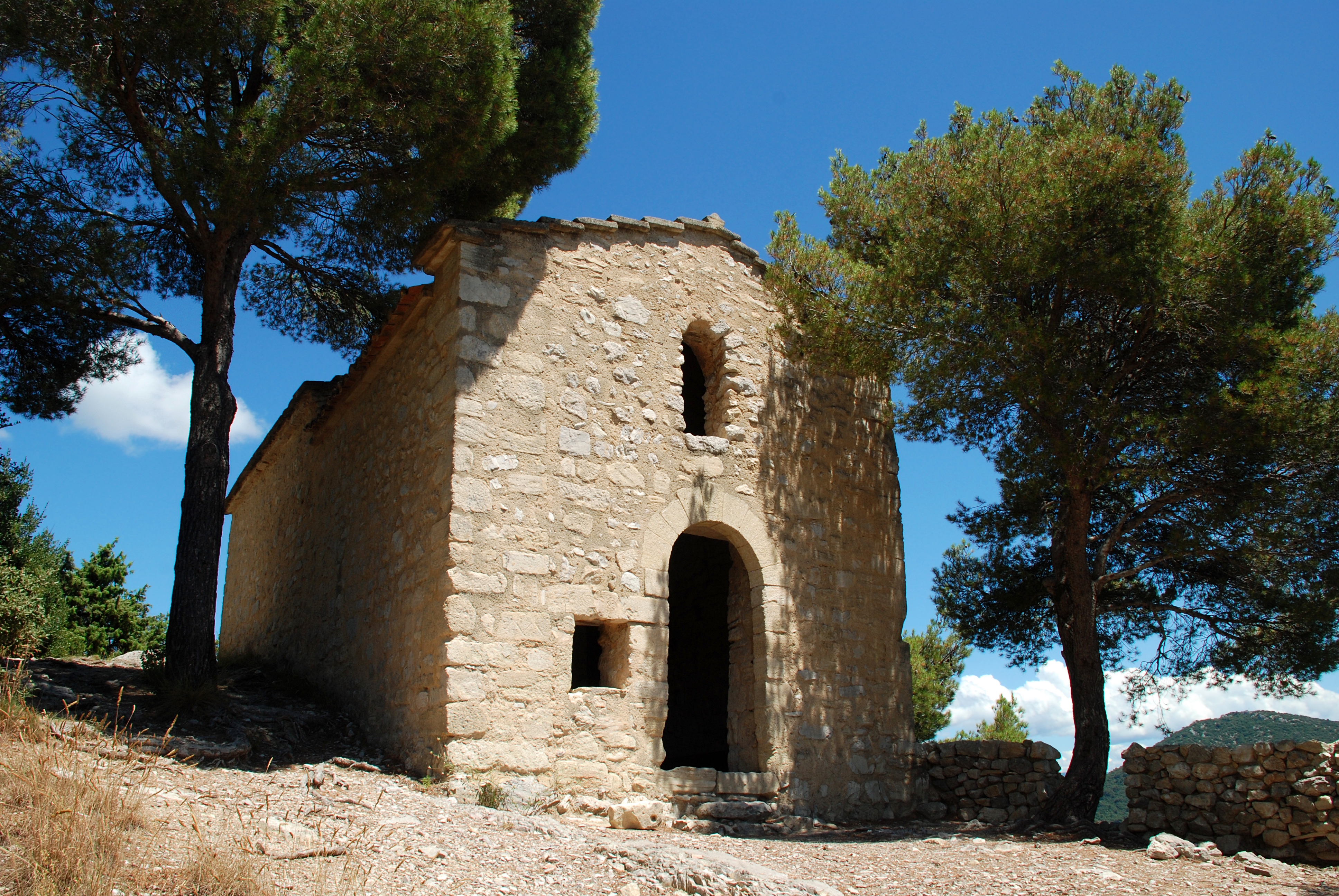
Kapelle Saint-Christophe
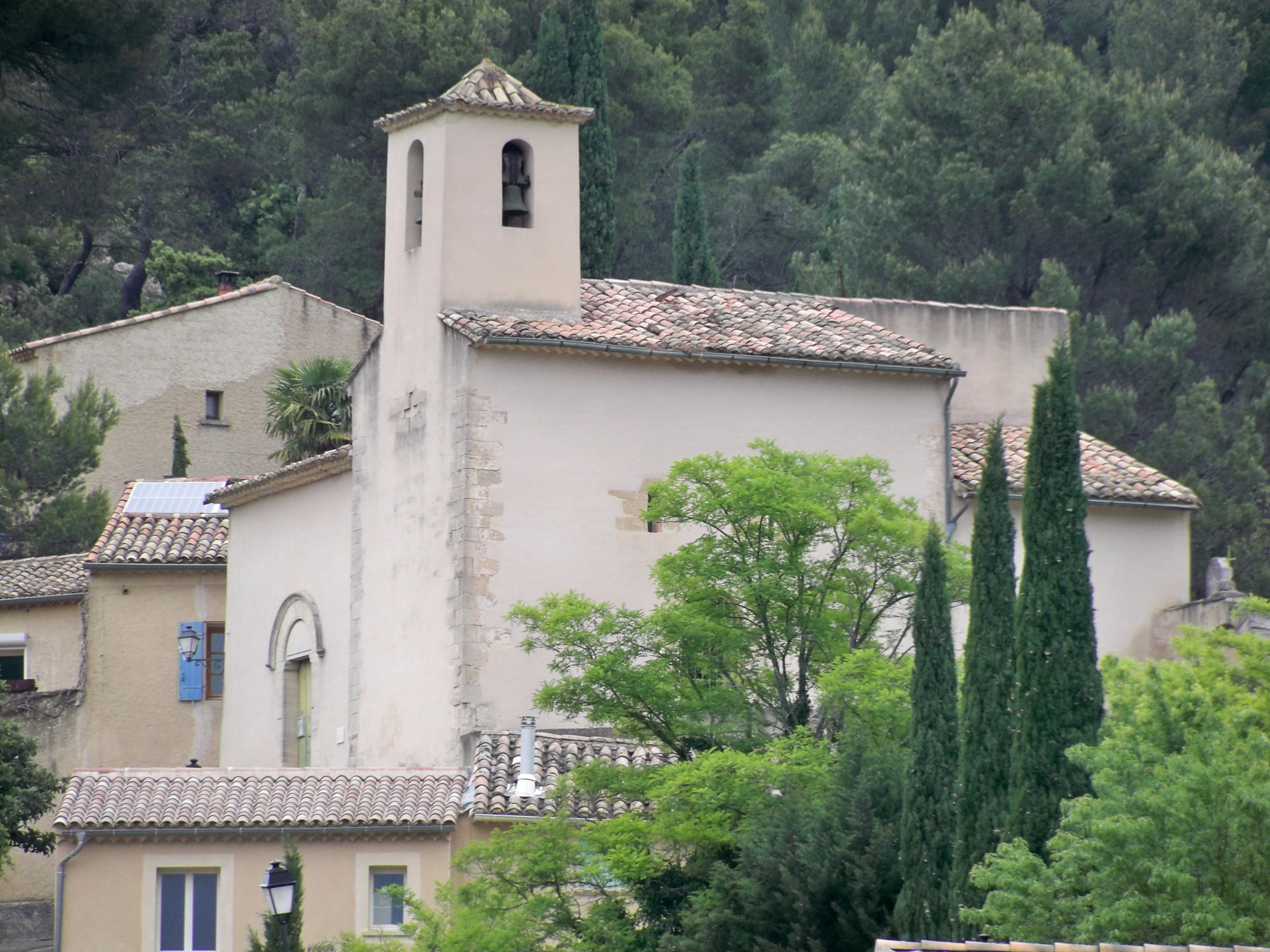
Kirche Saint-Sixte de Lafare
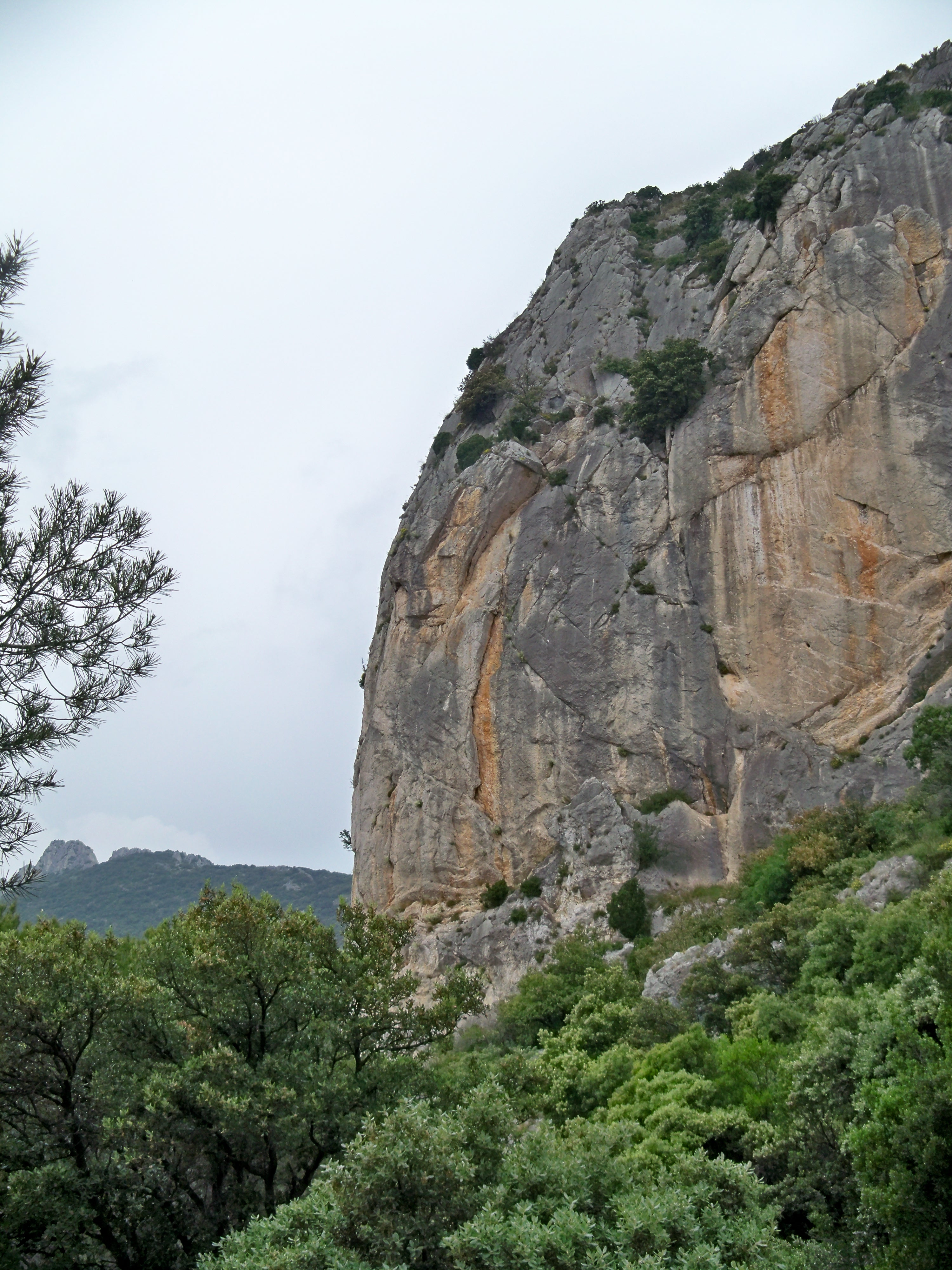
Rocher Saint Christophe